# Polton
Polton, tudi mala sekunda ali kromatična lestvica, v glasbenem izrazoslovju predstavlja interval. V klasični zahodnoevropski glasbi je to najmanjši konvencionalni interval. Obravnavan je kot najbolj disonantni interval. Najpogostejša notacijska oblika tega intervala je mala sekunda, pri kateri sta sosedna tona zapisana z zaporednima črkama (npr. C in D♭), uporabljana pa je tudi enharmonska različica zvečana prima, pri čemer sta oba tona notirana z isto črko, eni izmed njih pa je pripisan predznak (npr. C in C♯).
V dvanajsttonski temperirani uglasitvi so vsi poltoni po svojem obsegu enaki. Katerikoli temperirani interval je lahko definiran v okvirih ustreznega števila poltonov (npr. oktava obsega 12 poltonov). V drugih uglasitvenih sistemih se izraz »polton« nanaša na skupino intervalov, ki se lahko razlikuje tako po obsegu kot po imenu. V tem pogledu se pogosto razlikuje med diatoničnim poltonom (notiranim kot malo sekundo) in kromatičnim poltonom (kot zvečano primo); ki pa sta pri temperirani uglasitvi enharmonsko enaka. 

## Mala sekunda
Mala sekunda se v durovi lestvici pojavlja med tretjo in četrto stopnjo (mi-fa) ter med sedmo in osmo (ti/si-do). Imenovana je tudi diatonični polton, ker se pojavlja med stopnjami diatonične lestvice. Okrajšana je z m2, njena inverzija pa je velika septima (v7).
Mala sekunda je v melodičnem smislu zelo pogosto uporabljena, poseben pomen pa ima v sklopu kadenc. V avtentičnih in nepopolnih kadencah se pojavlja kot razvez vodilnega tona v toniko. V plagalni kadenci se pojavlja kot postop subdominante v medijanto. 
V harmonskem smislu se lahko ta interval pojavlja pri nekaterih obratih durovega septakorda; je ključni interval pri akordih z alteriranimi toni in sekundnih akordih.

## Zvečana prima
Zvečana prima se ne pojavlja med stopnjami diatonične lestvice, temveč med stopnjo in njeno kromatično alteracijo. Imenovana je tudi kromatični polton. Zvečana prima je okrajšana z zv1, njena inverzija pa je zmanjšana oktava (zm8).
V melodičnem smislu se zvečana prima zelo pogosto pojavlja pri postopu v kromatični akord, npr. dominantno-dominantni, zmanjšani septakord ali zvečani sekstakord. Pogosto je uporabljana tudi pri melodičnem sosledju poltonov neglede na harmonsko podlago, npr. D, D♯, E, F, F♯. (Omejevanje notacije izključno na male sekunde bi bilo nepraktično, saj bi število predznakov pri zapisovanju kromatične lestvice prehitro naraščalo; npr. D, E♭, F♭, G♭♭, A♭♭♭).
V harmonskem smislu so zvečane prime v klasični glasbi redke. V primeru desno je Liszt v basu napisal E♭ proti E♮. V tem primeru je E♭ nadomestil D♯, da bi funkcijo tona jasno prikazal kot del dominantnega septakorda na F, zvečana prima pa je rezultat harmonske postavitve na pedalni ton E.
Poleg tovrstne uporabe so harmonsko zvečane prime pogosto zapisane v delih sodobnih skladateljev, v skladbah, kjer nastopajo zvočne ploskve, itd.